# Uelastisk stød
Et uelastisk stød er en kollision mellem to objekter, hvor noget af den kinetiske energi omdannes til indre energi i objekterne, skønt den samlede impuls er bevaret. For to objekter {\displaystyle 1} og {\displaystyle 2} er den kinetiske energi altså større før {\displaystyle i} end efter {\displaystyle f}:
{\displaystyle {\frac {1}{2}}m_{1}{\vec {v}}_{1{\text{i}}}^{2}+{\frac {1}{2}}m_{2}{\vec {v}}_{2{\text{i}}}^{2}>{\frac {1}{2}}m_{1}{\vec {v}}_{1{\text{f}}}^{2}+{\frac {1}{2}}m_{2}{\vec {v}}_{2{\text{f}}}^{2}}
Her er {\displaystyle m} massen, og {\displaystyle {\vec {v}}} hastigheden.
For et fuldstændig uelastisk stød er energitabet så ekstremt, at de to objekter ikke længere er separate, men bevæger sig som ét samlet objekt. Formlen for impulsbevarelse er da givet ved
{\displaystyle m_{1}{\vec {v}}_{1{\text{i}}}+m_{2}{\vec {v}}_{2{\text{i}}}=(m_{1}+m_{2}){\vec {v}}_{\text{f}}}
hvor {\displaystyle {\vec {v}}_{\text{f}}} er den fælles hastighed efter kollisionen.
| Fysik | Spire Denne artikel om fysik er en spire som bør udbygges. Du er velkommen til at hjælpe Wikipedia ved at udvide den. |